# Armindo Lopes Coelho
Armindo Lopes Coelho (Regilde, Felgueiras, 16 de dezembro de 1931 - Ermesinde, 29 de setembro de 2010) foi um prelado português.

## Biografia
Foi entre 1982 e 1997, o segundo bispo da Diocese de Viana do Castelo sucedendo a D. Júlio Tavares Rebimbas. Em 13 de Junho de 1997, assumiu a diocese do Porto, sucedendo também a D. Júlio Tavares Rebimbas, que entretanto fora feito bispo dessa cidade.
Em 19 de Outubro de 2006 foi internado de urgência devido a uma hemorragia cerebral. Mais tarde pediu a resignação do seu cargo por ter atingido os 75 anos, a idade canônica para o abandono de funções no governo de uma diocese, sendo sucedido por D. Manuel Clemente. Faleceu em 29 de setembro de 2010 na Quinta da Mão Poderosa, lugar da Formiga, Ermesinde.